# Île Dixie
Pour les articles homonymes, voir Dixie.
L'île Dixie est une île inhabitée du fleuve Saint-Laurent située dans l'archipel d'Hochelaga, au sud de Montréal au Québec (Canada). Bien que plus proche de la municipalité autonome de L'Île-Dorval, elle est administrativement rattachée à la municipalité de Dorval.

## Géographie
De forme ovoïde, l'île Dixie fait 200 m de longueur et 120 m de largeur maximales. Située dans le fleuve Saint-Laurent au sud de l'île de Montréal, elle fait partie d'un ensemble de trois îles – avec l'île Bouchard à l'ouest et l'île Dorval plus à l'ouest – de l'archipel d'Hochelaga séparées au sud de la grande île de Montréal par le bras du fleuve s'élargissant à cet endroit pour former le lac Saint-Louis.
L'île se trouve à environ 900 m à l'est de L'Île-Dorval et à 650 m au sud de la municipalité de Dorval (face à l'embouchure du ruisseau Bouchard dans le fleuve) à laquelle elle est administrativement rattachée. Elle est entièrement boisée et ne présente pas de constructions.

## Histoire
En 1691, le domaine de La Présentation des Sulpiciens, propriété de Pierre Le Gardeur de Repentigny sur les îles Courcelles (ancien nom désignant le groupe de trois îles formé des îles Dorval, Bushy et Dixie), est acquis par Jean-Baptiste Bouchard d'Orval, à qui on doit le nom de la ville de Dorval, de l'île Dorval et de l'île Bouchard (ou île Bushy, sa dénomination officielle),.
Un phare qui en fonction depuis 1915 se trouve à une centaine de mètres au nord-ouest de la rive septentrionale de l'île.